# Liste der Biografien/Frieda
Liste der Biografien |
Portal Biografien |
Personensuche
# |
A |
B |
C |
D |
E |
F |
G |
H |
I |
J |
K |
L |
M |
N |
O |
P |
Q |
R |
S |
T |
U |
V |
W |
X |
Y |
Z |
?
 
Fa |
Fe |
Ff |
Fh |
Fi |
Fj |
Fk |
Fl |
Fm |
Fn |
Fo |
Fr |
Ft |
Fu |
Fy
 
Fra |
Frc |
Fre |
Frg |
Fri |
Frk |
Frl |
Fro |
Fru |
Fry
 
Fria |
Frib |
Fric |
Frid |
Frie |
Frig |
Frih |
Frii |
Frij |
Frik |
Fril |
Frim |
Frin |
Frio |
Frip |
Frir |
Fris |
Frit |
Friv |
Friz
 
Frieb |
Fried |
Frief |
Frieg |
Frieh |
Friel |
Friem |
Frien |
Frier |
Fries |
Friet |
Friew |
Friez
 
Frieda |
Friedb |
Friede |
Friedh |
Friedi |
Friedj |
Friedk |
Friedl |
Friedm |
Friedr |
Frieds |
Friedt |
Friedw
Die Liste der Biografien führt alle Personen auf, die in der deutschsprachigen Wikipedia einen Artikel haben. Dieses ist eine Teilliste mit 6 Einträgen von Personen, deren Namen mit den Buchstaben „Frieda“ beginnt.

## Frieda
- Frieda, Harry (1901–1983), US-amerikanischer Zehnkämpfer und Speerwerfer
- Frieda, Jordan (* 1977), britischer Schauspieler und Gastronom

### Friedag
- Friedag, Herwig (1921–2012), deutscher Journalist und Funktionär

### Friedan
- Friedan, Betty (1921–2006), US-amerikanische Feministin und PublizistinBetty Friedan (1921–2006)

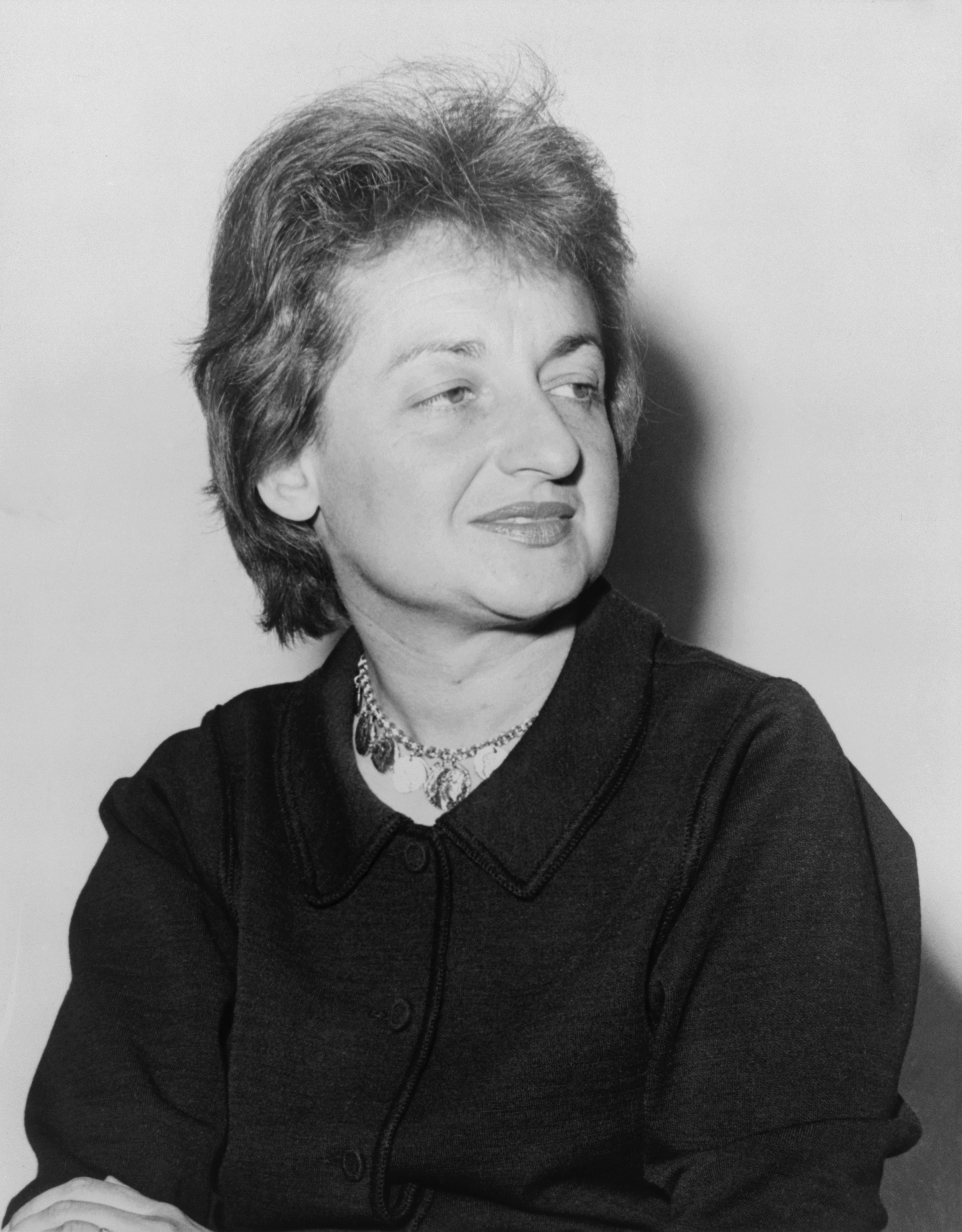
Betty Friedan (1921–2006)

- Friedan, Daniel (* 1948), US-amerikanischer theoretischer Physiker

### Friedau
- Friedauer, Harry (1927–1985), deutscher Schauspieler und Operettensänger (Tenor und Tenorbuffo)